# Шкляев, Владимир Авенирович
Владимир Авенирович Шкляев (21 января 1931, Свердловск — 28 июля 2011) — советский хоккеист, нападающий.

## Биография
Младший брат хоккеиста, тренера Юрия Шкляева. Воспитанник свердловского «Спартака». Выступал за свердловские «Спартак» (1949/50, 1954/55 — 1958/59) и «Динамо» (1950/51 — 1953/54, 1959/60, 1961/62).
Играл за футбольный клуб КФК «Динамо» Свердловск (1951).